# گائل آندونیان
گائل آندونیان (ارمنی: Գաել Անդոնյան؛ فرانسوی: Gaël Andonian‎؛ زادهٔ ۷ فوریهٔ ۱۹۹۵) یک بازیکن فوتبال در پست مدافع ارمنی-فرانسوی است.

## باشگاهی
از باشگاه‌هایی که در آن بازی کرده‌است می‌توان به المپیک مارسی، دیژون و ویرا اشاره کرد.

## ملی
وی همچنین در تیم ملی فوتبال ارمنستان بازی کرده‌است. آندونیان نخستین بازی ملی خود را در انتخابی جام ملت‌های اروپا ۲۰۱۶ در تاریخ ۲۹ مارس ۲۰۱۵ در مقابل آلبانی انجام داده‌است.